# スパイ小説
スパイ小説（スパイしょうせつ）は、スパイ活動をテーマとする小説（フィクション）のジャンルである。英語では「Spy fiction」（スパイ・フィクション、 短縮して「Spy-fi」） 、 「political thriller」（ポリティカル・スリラー）、「spy thriller」（スパイ・スリラー）、フランス語では「Roman d'espionnage」（ロマン・エスピオナージュ）などと呼ばれる。

## スパイ小説の歴史

### 第一次世界大戦前
スパイに対する一般の人々の関心が高まった契機はドレフュス事件（1894年 - 1906年）だった。スパイ・逆スパイの作戦を内に含んだこの事件は、ヨーロッパ主要国の政治の舞台の中心にあり、そのニュースは世界中に広く絶え間なく報じられた。ドイツ情報部の特務員たちがフランス軍内部にスパイを潜入させ、重要軍事機密を手に入れていたが、フランス軍情報部は掃除婦 にパリのドイツ駐在武官のくずかごからその証拠を捜し出させたという話に想を得て、それに類似した架空の話が作られた。
第一次世界大戦以前の最初期のスパイ小説には、以下のような作品がある。
- ジェイムズ・フェニモア・クーパー『スパイ（The Spy）』（1821年）ならびに『The Bravo』（1831年）
- ラドヤード・キップリング『少年キム（Kim）』（1901年） - アフガニスタンを中心にヨーロッパとアジアの「グレート・ゲーム」に基づく。
- ロバート・アースキン・チルダーズ（Robert Erskine Childers）『砂州の謎（The Riddle of the Sands）』（1903年）
- バロネス・オルツィ『紅はこべ』（1905年） - フランス革命期、フランス人貴族を救おうとイギリス人貴族たちの秘密の英雄的行為が語られる。
- アレクサンドル・デュマ『ジョゼフ・バルサモ（Joseph Balsamo）』（1846年） - カリオストロ（本名ジュゼッペ・バルサモ）による王妃の首飾り事件を扱っている。
- スタンダール『パルムの僧院』（1839年）
- オノレ・ド・バルザック『暗黒事件（Une ténébreuse affaire）』（1843年）、『娼婦盛衰記（Splendeurs et misères des courtisanes）』（1838年 - 1847年）

アーサー・コナン・ドイルの創造したシャーロック・ホームズは、一般に推理小説（探偵小説）の主人公と見なされがちだが、シャーロック・ホームズシリーズのいくつかの作品はスパイ小説である。『海軍条約文書事件』（1893年）、『第二の汚点』（1904年）、『ブルースパーティントン設計書』（1912年）のホームズは外国のスパイからイギリスの重大機密を守り、『最後の挨拶』（1917年）では第一次世界大戦前夜、自ら二重スパイ（Double agent）になり、ドイツに嘘の情報を与えている。
ジョゼフ・コンラッドの『密偵（The Secret Agent）』（1907年）は、スパイ活動とその結果を、個人的にも社会的にもよりシリアスに見つめている。革命家グループの綿密な調査と、グリニッジ天文台爆破を企むテロリストの陰謀がそこには描かれ、一連の個人的な悲劇で終わる。
この時期、最も読まれたスパイ小説家というと、ウィリアム・ル・キュー（William Le Queux）である。文体は月並みで古臭かったが、第一次世界大戦前のイギリスでは売れっ子だった。ル・キューに続くのがエドワード・オッペンハイムで、1900年から1914年にかけて、この2人で数百冊のスパイ小説が書かれたが、物語は紋切り型で文学的価値はまったく認められなかった。

### 第一次世界大戦
第一次世界大戦中の傑出したスパイ小説家は、熟練した宣伝機関の一員ジョン・バカン（John Buchan）だった。バカンは戦争を文明と未開の対立として描いた。バカンの作品で最も知られているのが、リチャード・ハネイ（Richard Hannay）が活躍する『三十九階段』（1915年）や『緑のマント（Greenmantle）』（1916年）などで、バカンの小説は今でも刊行され続けている。（なお、アルフレッド・ヒッチコックの映画『三十九夜（原題：The 39 Steps）』（1935年）は筋ではなく、題名だけ使ったもの）。
フランスでは、ガストン・ルルーがスパイ・スリラーを書いた。その中には、探偵ジョセフ・ルールタビーユ（Joseph Rouletabille）シリーズの『都市覆滅機（Rouletabille chez Krupp）』（1917年）も含まれる。モーリス・ルブランも『オルヌカン城の謎』（1915年）（アルセーヌ・ルパン・シリーズ）を書いた。

### 第二次世界大戦前
第二次世界大戦を迎えるまでに、スパイ小説の形式の力強さと融通性が明らかになっていった。たとえば、サマセット・モームのような退役した情報部員による小説が現れた。モームの『アシェンデン』（1928年）では、第一次世界大戦のスパイが生々しく描かれた。やはり元情報部員のコンプトン・マッケンジー（Compton Mackenzie）はスパイ風刺コメディを最初に成功させた。
エリック・アンブラーはスパイ活動に巻き込まれる普通の人々を描いた。『暗い国境（The Dark Frontier）』（1936年）、『恐怖の背景（Uncommon Danger, アメリカ版タイトル：Background to Danger）』（1937年）、『あるスパイへの墓碑銘（Epitaph for a Spy）』（1938年）などである。これまでスパイ小説は右翼的な傾向にあったが、アンブラーはそこに左翼的な視点を取り入れたのが特徴で、それはある人々には衝撃的だった。具体的に、アンブラーの初期の作品のいくつかはソビエト連邦のスパイを（主人公ではなかったが）肯定的なヒーローとして描いた。
女流推理小説家として知られるアガサ・クリスティは、第２次世界大戦終戦まで、ドイツのスパイとの対決する冒険小説を「トミーとタペンス」ものを中心として書いている(『秘密機関』『NかMか』)。終戦後は敵はKGBに変更され、『複数の時計』では、エルキュール・ポアロが、殺人事件を解決する過程で、図らずもソ連スパイ網を暴く。
フランスでは、ピエール・ノール（Pierre Nord）が『Double crime sur la ligne Maginot（マジノ線の二重犯罪）』（1936年）を発表した。この作品は近代フランス・エスピオナージュ小説の最初の作品と考えられている。

### 第二次世界大戦
第二次世界大戦が始まった1939年、グラスゴー出身のヘレン・マッキネスが『Above Suspicion』を発表した（アメリカでの出版は1941年）。マッキネスにとっては以後45年にわたる作家活動の始まりだった。批評家は、現代史を背景としたマッキネスの巧みさ、畳みかける展開、入り組んだプロットを絶賛した。マッキネスの作品には他に『Assignment in Britanny』（1942年)、『Decision at Delphi』（1961年）、『Ride a Pale Horse』（1984年）などがある。
1940年、イギリスの作家マニング・コールズ（Manning Coles） が『昨日への乾杯（Drink to Yesterday）』を発表した。これは、トマス・エルフィンストン・ハンブルドン（Thomas Elphinstone Hambledon）シリーズの第1作で、第一次世界大戦を舞台とした非情な物語だった。第2作『Pray Silence』（1941年）は深刻な事件にかかわらず明るいトーンを持っていた。戦後のハンブルドンものは紋切り型になって、批評家の興味も失われた。

### 冷戦
第二次世界大戦に引き続いて起こった冷戦はスパイ小説を強く刺激した。
大国間（資本主義陣営 vs.共産主義陣営）の核抑止力による実戦を伴わない駆け引き（情報戦）が、現実の世界にスパイと呼ばれる情報機関員を暗躍させ、フィクションの世界にも多くのスパイやエージェントが登場することとなったのである。

#### イギリス
1950年代初期、デズモンド・コーリイ（Desmond Cory）は架空の「殺しのライセンス」を持ったスパイ（ジョニー・フェドラ Johnny Fedora）を登場させた。
グレアム・グリーンはイギリス情報局秘密情報部での実体験から、東南アジアが舞台の『おとなしいアメリカ人（The Quiet American）』（1955年）、ベルギー領コンゴが舞台の『燃えつきた人間（A Burnt-out Case）』（1961年）、ハイチが舞台の『喜劇役者（The Comedians））』（1966年）、パラグアイの国境に近いアルゼンチンの町コリエンテス（Corrientes）が舞台の『名誉領事（The Honorary Consul）』（1973年）、ロンドンのスパイを描いた『ヒューマン・ファクター』（1978年）など、多数の左翼的・反帝国主義的スパイ小説を生み出した。しかし、グリーンのスパイ小説で最も有名なものは、カストロ政権以前のキューバでのイギリス情報部のヘマを描いた悲喜劇『ハバナの男（Our Man in Havana）』（1958年　ハバナの電器店経営者が偶然からイギリス情報部に雇われ、偽情報で報酬を巻き上げる）である。
イアン・フレミングの創造したスパイ、007ジェームズ・ボンドは架空のスパイとしてはもっとも有名な人物である。しかし、フレミングの商業的大成功にもかかわらず、他の作家たちはすぐに反＝ボンド的ヒーローを作り出した。その代表的な例がジョン・ル・カレの創造したジョージ・スマイリー（George Smiley）や、レン・デイトンの創造したハリー・パーマー（Harry Palmer）もしくはバーナード・サムソン（Bernard Samson）、あるいはブライアン・フリーマントルのシリーズ作品に登場するチャーリー・マフィン（Charlie Muffin）である。彼らは、スパイ活動の道徳性に懐疑的だった1930年代の作家たちの作品をモデルにした。たとえば、ボンドと対照的なル・カレのスマイリーは妻の浮気に悩むさえない中年の情報機関高官であり、レン・デイトン作品中のバーナードにいたっては妻が敵陣営であるソ連のスパイであったりする。
フレデリック・フォーサイス（『ジャッカルの日』1971年）やケン・フォレット（『針の眼（Eye of the Needle）』1978年）はジャーナリスティックにスパイ・テーマにアプローチし、歴史的事件の劇的な使い方が絶賛された。
それとは文学的にもスパイ活動のノウハウへの焦点の当て方にも異なるのが、アダム・ホールの『不死鳥を倒せ（The Berlin Memorandum 、アメリカ題：The Quiller Memorandum）』（1965年）で、ここから始まったイギリス人スパイ、クィラー（Quiller）シリーズは人気を博した。ジョゼフ・ホーン（Joseph Hone）も『The Private Sector』（1971年）から、マーロー・シリーズをスタートさせた。

#### アメリカ合衆国
それまでスパイ小説といえばイギリスのものが優勢を占めていたが、この時代になってはじめてアメリカ合衆国の作家たちが台頭し、イギリス勢を追い抜くまでになった。
1960年に発表されたドナルド・ハミルトン（Donald Hamilton）の『誘拐部隊（Death of a Citizen）』と『破壊部隊（The Wrecking Crew）』は、無慈悲な逆スパイ兼暗殺者マット・ヘルム（Matt Helm）をデビューさせ、その後長寿シリーズとなった。部隊シリーズは漫画化、そしてディーン・マーティン主演で映画化された。
ロバート・ラドラムの処女作『スカーラッチ家の遺産（The Scarlatti Inheritance）』（1971年）はハードカバーではそこそこしか売れなかったが、ペーパーバックでベストセラーになり、ラドラムの出世作となった。ラドラムは一般に現代スパイ・スリラーの創始者と考えられ、賛否両論の評価を受け、広く模倣された。
1970年代・1980年代には、元アメリカ中央情報局（CIA）職員のチャールズ・マッキャリー（Charles McCarry）が、スパイ活動のノウハウの専門的知識と高度の文学性を併せ持つ『暗号名レ・トゥーを追え（The Tears of Autumn）』など、6冊の小説を書き、高い評価を得た。
トム・クランシーもCIAアナリスト、ジャック・ライアン・シリーズでスパイ小説に参戦した。その第1作『レッド・オクトーバーを追え』（1984年）は大きなセンセーションを巻き起こし映画化もされた。テクノ・スリラー（techno-thriller）は、ウェールズ人作家クレイグ・トーマスが『ファイアフォックス（Firefox）』（1977年）で創始したと言われているが、それを確立させたのはクランシーだった。しかしテクノ・スリラーだけでなく、とくに初期の『レッド・オクトーバーを追え』や『クレムリンの枢機卿』には、スパイ小説のさまざまな要素が含まれていた。

#### フランス
ウラジーミル・ヴォルコフ（Vladimir Volkoff）はスパイとそれを取り巻く環境をリアリズムの手法で詳細に描いた。『寝返り（Le retournement ）』（1979年）、『モンタージュ（Le montage ）』（1982年）、青少年向けの『Langelot』シリーズ（1965年 - 1986年）など。
一方で「セリ・ノワール（Série noire）」「Fleuve noir」といったいくつかのエスピオナージュ叢書が成功を収めた。それらの大衆小説はエロティックな（あるいはポルノグラフィックな）シーンやアクション、ヴァイオレンス（はっきり言うとサディズム）、それに異国情緒（人種差別的）を前面に打ち出していた。ドミニック・ポンシャルディエ（Dominique Ponchardier）の『ゴリラ（Le Gorille）』シリーズ（1957年 - 1982年）や、プリンス・マルコ（Malko Linge）が主人公のジェラール・ド・ヴィリエの『SAS』シリーズ（1965年 - ）などが有名である。SASシリーズは映画化もされた長寿シリーズで、2008年の段階で174作に達している。

#### ソビエト連邦
社会主義国の代表的なスパイ小説家は、ユリアン・セミョーノフ（Yulian Semyonov）である。セミョーノフの小説は、ロシア内戦（1918年 - 1922年）から第二次世界大戦、冷戦までの広範囲のソ連国家保安委員会（KGB）の歴史を扱っている。セミョーノフの『春の十七の瞬間』はソビエトでTVシリーズ化された（Seventeen Moments of Spring参照）。

### 冷戦後
冷戦の終結時、ノーマン・メイラーはアメリカ合衆国のスパイ活動への憧れから1300ページの『ハロッツ・ゴースト（Harlot's Ghost）』を書き、1991年に出版した。この年、ソビエト連邦が解消された。
鉄のカーテンの解体で、もはやロシアや東欧諸国はスパイ小説の敵とは思われなくなった。CIAの存在自体も疑問視され、アメリカ合衆国議会はその解体について深刻に議論した。もちろんスパイ小説への関心も急落した。ゲームは終わったと判断され、ニューヨーク・タイムズも長く続けてきたスパイ・スリラーの書評を打ち切った。
しかし、出版者は読者層が見捨てないことを願って、冷戦時代に人気のあった作家たちの新作を出し続けた。その願いは叶った。冷戦時代の項目で名前を挙げた作家以外では、ネルソン・デミル（Nelson DeMille）、W・E・B・グリフィン（W. E. B. Griffin）、デイヴィッド・マレル（David Morrell）らがこのスパイ小説受難の時代に成功を収めた。
一方で編集者は新人作家に賭けることには及び腰だった。ハードカバーで出版するほどの筆力・独創性を持っていると見なされた作家はほんの一握りで、その中には、『モスコウ・クラブ』（1995年）のジョゼフ・ファインダー（Joseph Finder）、『マスカレード』（1996年）のゲイル・リンズ（Gayle Lynds）、『マルベリー作戦』（1996年）のダニエル・シルヴァ（Daniel Silva）、イギリスの作家では、『A Spy By Nature』（2001年）のチャールズ・カミング（Charles Cumming）、『Remembrance Day』（2000年）のヘンリー・ポーター（Henry Porter）らがいて、彼らの冷戦後の世界を扱った小説は、スパイ小説が生き延びる助けをした。

### アメリカ同時多発テロ事件後
2001年9月11日のアメリカ同時多発テロ事件の余波と、それに続くテロ攻撃は、読者にもっと良く世界を知りたいという要求をかき立てた。小説は読者を楽しませるだけでなく、何かを学ぶレンズでもあった。一般読者は自国だけでなく世界の現実の情報活動に関心を向け、その結果としてスパイ・スリラーの需要が増した。
ル・カレとフォーサイスが新作をひっさげてスパイ小説に復帰し、編集者たちも積極的にスパイ小説を探し求めた。ヨーロッパでアメリカ合衆国で新しいスパイ小説家がデビューした。ニューヨーク・タイムスのベストセラー・リストがスリラーで占領されることも多かった。
2004年になって、初のプロ・スリラー作家たちの国際組織、国際スリラー作家協会 （ITW）が設立され、2006年6月に最初の国際会議「ThrillerFest」が開かれた。
若年層向けのスパイ・スリラー小説などが出現した。映画『エージェント・コーディ』（2003年）のようなばかばかしい10代向けスパイ・コメディから、アンソニー・ホロヴィッツ（Anthony Horowitz）の「女王陛下の少年スパイ!アレックス」シリーズのようなシリアスなもの、アリー・カーターの『スパイガール（I'd Tell You I Love You, But Then I'd Have to Kill You）』のような若い女性向け小説（チック・リット）と、その幅は広かった。イギリスの若手作家ベン・アルソップ（Ben Allsop）も『Sharp』（2005年）、『The Perfect Kill』（2007年）といったスパイ小説を書いた。ロバート・マカモア（Robert Muchamore）の、孤児が学校のようなところに送られ、大人の組織に潜入するための訓練を受ける『英国情報局秘密組織チェラブ』シリーズもスパイ小説のリストに加わった。

## スパイを題材とする映画・テレビ・ゲーム

### 冷戦
1960年代はスパイ映画（Spy film）が豊作で、多くは小説の映画化だった。奇想天外な007シリーズ（1962年 - ）から、白黒・リアリズムの『寒い国から帰ったスパイ』（1965年。原作ル・カレ）、クールな商業映画『さらばベルリンの灯（The Quiller Memorandum）』（1966年。原作アダム・ホール、脚本ハロルド・ピンター）と、その幅は広かった。
テレビでは、1954年にジェームズ・ボンド・シリーズの『カジノ・ロワイヤル』が『Climax!』の1編として製作された。1960年代には、『Danger Man』（『秘密指令』1960年 - 1962年、『秘密諜報員ジョン・ドレイク』1964年 - 1968年）、『0011ナポレオン・ソロ』（1964年 - 1968年）、『アイ・スパイ（I Spy）』（1965年 - 1968年）といったテレビシリーズが作られた。『それ行けスマート（Get Smart）』（1965年 - 1970年）といったパロディ・シリーズもある。『The Sandbaggers』（1978年 - 1980年）はスパイ作戦のざらざらした官僚的視点から描かれたものである。1980年になると、『冒険野郎マクガイバー』（1885年 - 1992年）や『超音速攻撃ヘリ エアーウルフ』（1984年 - 1987年）が作られたが、冷戦のスパイ活動でなく、ウォーターゲート事件・ベトナム戦争後の時代の政府への疑惑に根付いていた。そのためヒーローは自立して働いているように見え（マクガイバーは非営利のシンクタンクのため、エアーウルフのホークは2人の親友と一緒に）、情報部（マクガイバーのDSX、エアーウルフのFIRM）はヒーローたちの同盟である同時に敵対者として描かれた。

### 冷戦後
テレビでは、『ニキータ』（1997年 - 2001年）、『エイリアス』（2001年 - 2006年）、『24 -TWENTY FOUR-』（2001年 - ）、『MI-5 英国機密諜報部』（イギリスでの題名は『Spooks』。アメリカ合衆国とカナダでは『MI-5』。2002年 - ）がヒットし、いくつかの作品はカルト的な人気を得た。
映画では、『ボーン・アイデンティティー』をはじめとしたジェイソン・ボーン3部作（ロバート・ラドラム原作）、トム・クルーズの『ミッション:インポッシブル』シリーズ、007シリーズの『007 カジノ・ロワイヤル』などがヒットした。興味深いことに、以前は「厳密にポップコーン（strictly-popcorn）」と評されたスパイものが、現在では批評家の賞賛を受けていることである。たとえば、スティーヴン・スピルバーグの『ミュンヘン』（2005年）はアカデミー賞5部門、ゴールデングローブ賞2部門にノミネートされ、『シリアナ』（2005年）ではジョージ・クルーニーがアカデミー助演男優賞・ゴールデングローブ賞 助演男優賞を受賞、ル・カレ原作の『ナイロビの蜂』ではレイチェル・ワイズがアカデミー助演女優賞を受賞した。
デジタル・ゲームの出現とともに、スパイ・フィクションは新たな方向に向かって飛び立った。プレイヤーがスパイになりきり、敵地に潜入できるようになったのである。コンピューター・ゲームにおいて、スタンダードなファーストパーソン・シューティングゲームと対照的に、極秘潜入のコンセプト（ステルスゲーム）を開拓したのは、『メタルギア』シリーズ（1987年 - ）で、とくにその3作目『メタルギアソリッド』（1998年）である。『サイフォン・フィルター（Syphon Filter）』（1999年）、『スプリンターセル』シリーズ（2002年 - ）、スパイフィクション（2003年）が続いた。これらのゲームは入り組んだプロットと映画的な表現が特徴だった。『No One Lives Forever: The Operative』（2000年）とその続編『No One Lives Forever 2: A Spy In H.A.R.M.'s Way』（2002年）（『NOLF』シリーズ）は、シリアスなストーリーの上に、ユーモアと1960年代風の極端にレトロなデザインが結合した。『Evil Genius』（2004年）でのプレイヤーの目的は邪悪な悪役になることで、リアル・タイムの戦術ゲームである他のスパイ・ゲームとは異なるものである。

## 日本のスパイ小説

### 戦前・戦中
日本で近代的なスパイ（軍事探偵）が初めて活躍したとされるのは西南戦争である。当時、ようやく社会的な影響力を持ちはじめた新聞が連日のように軍事探偵の活躍を報道、その勇名を広く知らしめることとなった。しかし、そうした報道には相当に脚色したとしか思えないものも多かった。こうした事実を踏まえ、末國善己は「日本におけるスパイ〝小説〟の源流は、西南戦争の新聞報道あたりまで遡れるかもしれない」という見方を示している。
しかし、日本でスパイ小説が盛んに書かれ、ブームと言えるような状況となるのは1930年代に入ってからで、そのムーブメントを代表する作家に山中峯太郎がいる。「少年倶楽部」に発表された『亜細亜の曙』（1932年）をはじめとする陸軍少佐・本郷義昭シリーズは1941年まで続いた。山中の作品の多くは「少年倶楽部」「少女倶楽部」「幼年倶楽部」といった少年少女向け雑誌に掲載された。満州や中国を舞台に、日本の軍事探偵、時には読者と同年代の少年（『見えない飛行機』1936年）が、ソビエト連邦やアメリカ合衆国のスパイ、あるいは抗日秘密結社相手に戦うという内容が多かった。中には、帝政ロシアの公爵令嬢（『空襲機密島』1939年）や中国人女性（『亜細亜中断戦』1940年）が日本のために戦うというものもあった。
山中峯太郎以外には、以下に挙げる作家たちがスパイ小説を書いた。
- 山本周五郎『少年間諜X13号』（1932年、少年少女譚海）[注 4]
- 海野十三『青い兵隊蜂』（1936年）
- 佐藤紅緑『黒将軍快々譚』（1937年、少年倶楽部）
- 大下宇陀児『金色のレッテル』（1937年）
- 野村胡堂『スパイの女王』（1938年、少女倶楽部）

海野十三や大下宇陀児といった探偵小説の作家たちがスパイ小説を書いた理由について、江戸川乱歩は「文学はひたすら忠君愛国、正義人道の宣伝機関たるべく、遊戯の分子は全く排除せらるるに至り、世の読物凡て新体制一色、殆ど面白味を失うに至る。探偵小説は犯罪を取扱う遊戯小説なるため、最も旧体制なれば、防諜のスパイ小説のほかは、諸雑誌よりその影をひそめ、探偵作家は夫々得意とする所に従い、別の小説分野、例えば科学小説、戦争小説、スパイ小説、冒険小説などに転じるものが大部分であった」と戦時体制下の特殊な状況を挙げている。

### 戦後
戦後、スパイ小説はグレアム・グリーン、エリック・アンブラーらの諸作が歓迎されながら、日本人作家による定着には時間がかかった。そんな中、1961年になって中薗英助の『密書』、海渡英祐の『極東特派員』が相次いで刊行。大井廣介は『エラリー・クイーンズ・ミステリ・マガジン』の月評「紙上殺人現場」で両作を取り上げ、「アンブラーに刺激され、アンブラーとはりあう作家が、期せずして、同時に登場した」とその意義を強調している。また新保博久も中薗の『密書』と『密航定期便』（1963年）を挙げて「この分野にいち早く鍬を入れた」とそのパイオニアとしての功績を評価している。
その他、日本人作家による主なスパイ小説には次のようなものがある。
- 結城昌治『ゴメスの名はゴメス』（1962年）
- 三好徹『風は故郷に向う』（1963年）
- 都筑道夫『三重露出』（1964年）
- 志水辰夫『飢えて狼』（1981年）、『あっちが上海』（1984年）、『こっちは渤海』（1988年）
- 伴野朗『ゾルゲの遺言』(1981年)

これ以外にも戦前から少年少女向けにスパイ小説を書いていた山本周五郎の『樅ノ木は残った』（1958年）にも伊達騒動を対立する2陣営の諜報合戦と見立てたスパイ小説の趣がある。同じく時代小説ながら村山知義の『忍びの者』五部作（1962年 - 1971年）もリアリズムで忍者を描き、やはりスパイ小説の趣がある。現代小説では、梶山季之は「トップ屋」としての経験を活かし『黒の試走車』（1962年）などで産業スパイを扱った。また五木寛之の直木賞受賞作『蒼ざめた馬を見よ』（1967年）は（必ずしもそう評価はされていないものの）世界を舞台にしたスケールの大きなスパイ小説と言っていい。さらに生島治郎の『もっとも安易なスパイ』（1985年）や大沢在昌の「アルバイト探偵(アイ)」シリーズ（1995年 - 2006年）のようなコメディタッチのスパイ小説も書かれている。
冷戦中の日本のスパイ小説は、CIAを善玉として描くものがほとんどだが、田中芳樹は、KGBを善玉として、ソ連反体制派と対峙する『白夜の弔鐘』(1981年)を発表している

## 主なスパイ小説作家

### 欧米
- エリック・アンブラー
- ジェラール・ド・ヴィリエ
- エドワード・オッペンハイム
- マニング・オブライン（英語版）
- バロネス・オルツィ
- アリー・カーター（英語版）
- ジョン・ガードナー
- チャールズ・カミング
- ヤン・ギィユー
- マイケル・ギルバート
- トム・クランシー
- ブライアン・クリーヴ（英語版）
- グレアム・グリーン
- ビル・グレンジャー（英語版）
- デズモンド・コーリイ（英語版）
- マニング・コールス（英語版）
- ダニエル・シルヴァ
- デズモンド・スキロー（英語版）
- ロバート・アースキン・チルダーズ（英語版）
- レン・デイトン
- クレイグ・トーマス
- ロス・トーマス
- トレヴェニアン
- ジョン・バカン
- デズモンド・バグリィ
- ウィリアム・F・バックリー・ジュニア（英語版）
- ドナルド・ハミルトン（英語版）
- ロバート・ハリス
- ジャック・ヒギンズ
- チャーリー・ヒグソン（英語版）
- R・J・ヒルハウス（英語版）
- アラン・ファースト（英語版）
- ジョゼフ・フィンダー
- フレデリック・フォーサイス
- ジェームズ・クランシー・フェラン（英語版）
- ケン・フォレット
- A・J・ブッチャー（英語版）
- アントニイ・プライス（英語版）
- ブライアン・フリーマントル
- ヴィンス・フリン
- イアン・フレミング
- レイモンド・ベンソン
- デニス・ホイートリー（英語版）
- アダム・ホール
- アンソニー・ホロヴィッツ
- ロバート・マカモア（英語版）
- アンディ・マクナブ
- アリステア・マクリーン
- ヘレン・マッキネス
- チャールズ・マッキャリー
- イアン・マッキントッシュ（英語版）
- ディヴィッド・マレル
- ジェームズ・マンロー（英語版）
- ノーマン・メイラー
- サマセット・モーム
- ギャビン・ライアル
- ロバート・ラドラム
- ロバート・リテル
- ゲイル・リンズ（英語版）
- ジョン・ル・カレ
- ウィリアム・ル・キュー（英語版）

### 日本
- 海野十三
- 大下宇陀児
- 海渡英祐
- 志水辰夫
- 高柳芳夫
- 都筑道夫
- 中薗英助
- 伴野朗
- 檜山良昭
- 福井晴敏
- 三好徹
- 山中峯太郎
- 山本周五郎
- 結城昌治
- 麻生幾